# Uridium
Uridium è uno sparatutto a scorrimento orizzontale futuristico pubblicato dalla Hewson nel 1986 per Commodore 64 e convertito nel 1986-1987 per gli altri computer ZX Spectrum, BBC Micro, Atari ST, MS-DOS e Amstrad CPC.
Il gioco venne pubblicato anche per la console Nintendo Entertainment System nel 1990 con il titolo The Last Starfighter dalla Mindscape, già editrice delle versioni per computer in America, che acquisì la licenza per sviluppare un gioco basato sul film Giochi stellari (The Last Starfighter), ma si limitò ad adattare Uridium.
Per Commodore 64 e ZX Spectrum uscì una versione aggiornata chiamata Uridium Plus o Uridium+, anche nota come Heavy Metal Uridium, destinata alla pubblicazione solo in raccolte, come Five Star 3 o in coppia con la versione aggiornata di Paradroid.
Un sequel, Uridium 2, uscì solo per Amiga nel 1993.
Circola anche un "Uridium 2" per Commodore 64, ma si tratta di un hack non ufficiale del primo Uridium.

## Modalità di gioco
Il giocatore pilota una navicella modello Manta e deve sorvolare e distruggere una serie di enormi astronavi nemiche chiamate Super-Dreadnought, ciascuna formata da una lunga sequenza di piattaforme collegate di forma variabile. La visuale è dall'alto, con scorrimento orizzontale libero nei due versi. 
Il videogioco è composto da 15 livelli corrispondenti ad altrettante Dreadnought; ogni livello ha il nome di un elemento metallico e i più avanzati anche di metalli immaginari, tra cui l'ultimo chiamato Uridium.
La Manta entra in gioco sempre dallo spazio all'estremità sinistra della Dreadnought e viaggia costantemente verso destra o sinistra. Si può spostare in verticale e accelerare o decelerare in orizzontale; quando raggiunge il minimo di velocità fa automaticamente una manovra acrobatica e inverte la direzione di marcia. Durante queste manovre si solleva anche momentaneamente dalla superficie e ciò le permette di schivare gli attacchi nemici. Un'altra mossa possibile è inclinare la navicella su un fianco, allo scopo di passare più facilmente attraverso strettoie. L'unica arma disponibile è il doppio cannone frontale.
Ogni livello ha una diversa conformazione ed è popolato da nemici differenti. Sopra la Dreadnought sporgono alcune strutture elevate indistruttibili, riconoscibili grazie alla loro ombra, e la Manta le deve evitare, altrimenti si schianta e perde una vita. Inizialmente sono ostacoli occasionali, ma nei livelli avanzati possono diventare anche piuttosto estesi e creare passaggi stretti o intricati.
Da destra e sinistra arrivano molti tipi di navicelle nemiche, di solito in formazioni da cinque, con schemi di volo variabili; con le navicelle non ci si scontra, ma ogni tanto sparano proiettili letali. Da alcuni quadratini lampeggianti sulla superficie possono fuoriuscire delle mine volanti che devono essere evitate; le mine sono indistruttibili, ma durano solo pochi secondi.
Infine sulla superficie ci sono alcune strutture basse e navicelle parcheggiate che sono innocue, ma possono essere distrutte dal giocatore.
Quando sono state eliminate abbastanza strutture nemiche, appare un messaggio che dice di atterrare (land now). Ora la Manta deve posarsi, entrando dal verso giusto, su una pista situata nei pressi dell'estremità destra della Dreadnought, completando così il livello.
Fatto questo, in tutte le versioni tranne Amstrad CPC e ZX Spectrum, si accede a un minigioco: una coppia di luci lampeggia, alternandosi tra una cifra di punti in palio e uno stop (quit), e il giocatore deve premere il pulsante al momento giusto per ottenere il bonus. C'è una serie di luci di velocità e valore crescenti. In caso di errore il minigioco termina senza danni, ma si può anche perdere una vita se invece scade il tempo.
Solo nelle versioni Commodore 64 e NES, dopo il minigioco c'è una breve sequenza dove la Manta vola ancora un po' sopra la Dreadnought che si sta visibilmente disintegrando e si può ancora colpire qualche eventuale bersaglio superstite.
L'edizione speciale Uridium Plus è caratterizzata da conformazioni diverse di tutti i 15 livelli e da nuovi schemi di attacco delle navicelle nemiche.
The Last Starfighter per NES mantiene la stessa modalità di gioco e lo stesso design dei livelli dell'Uridium originale, con poche modifiche estetiche, tra cui l'aspetto della navicella, somigliante a quella del film Giochi stellari.

## Storia
Uridium venne sviluppato inizialmente sul Commodore 64 dal programmatore britannico Andrew Braybrook per la Graftgold. L'autore e l'azienda erano noti per il recente grande successo di Paradroid e anche stavolta si ripeterono. Con Uridium Braybrook si pose l'obiettivo di realizzare uno scorrimento molto fluido che fosse all'altezza di quello dei videogiochi arcade. Avrebbe dovuto ottenere una frequenza di aggiornamento video di 50 immagini al secondo, difficile da realizzare sugli home computer a 8 bit, ma possibile; Braybrook in particolare l'aveva vista nel gioco Sheep in Space.
Design e programmazione sono tutti accreditati a Braybrook, mentre la musica introduttiva è di Steve Turner, fondatore della Graftgold. Nel manuale si specifica inoltre che il nome Uridium fu inventato da Robert Orchard, che pensava che la parola esistesse davvero.
Design e sviluppo richiesero circa 5-6 mesi. La grafica "a bassorilievo", già utilizzata da Braybrook in Paradroid, che si associava bene al tema "metallico" del gioco, divenne un tratto distintivo di Uridium.
Le conversioni per altri sistemi vennero realizzate da altri programmatori, in particolare quelle per Atari ST, MS-DOS e NES sono di provenienza statunitense. Secondo Braybrook Uridium fa molto affidamento su tipicità hardware del Commodore 64, per cui le conversioni risultavano difficoltose; la versione Atari ST non riuscì molto bene. Braybrook tornò nel ruolo di designer e programmatore in Uridium 2 per Amiga.
Ai suoi tempi uscirono diversi cloni di Uridium, ad esempio W.A.R. multipiattaforma, Thunderbolt e Psycastria per Commodore 64, Liberator per Commodore 16, Mirax Force per Atari 8-bit.
Nel 2004 Uridium venne incluso nella console C64 Direct-to-TV.
Nel 2011 la Elite Systems pubblicò un'emulazione ufficiale della versione Commodore 64 di Uridium per dispositivi mobili iOS.
Nel 2013 è stato realizzato il videogioco indipendente Futuridium Extended Play, un rifacimento non ufficiale di Uridium con grafica 3D per PC, Mac e iOS, poi uscito per ulteriori piattaforme come Futuridium EP Deluxe nel 2014.
Nel 2018 è uscito Hyper Sentinel, un videogioco indipendente in stile rétro per molte piattaforme moderne, altro rifacimento non ufficiale di Uridium.

## Accoglienza
Uridium è divenuto un classico del genere sparatutto sul Commodore 64.
Ai suoi tempi ricevette numerose recensioni dalla stampa di settore, almeno per quanto riguarda le versioni Commodore 64 e ZX Spectrum, quasi sempre con giudizi molto buoni. Anche se a volte venne riconosciuto come un gioco con meccanica semplice e formato poco originale, vennero molto apprezzate la grafica, la giocabilità e la velocità dell'azione.
Ai premi Golden Joystick Awards 1986, all'epoca limitati ai giochi per computer, Uridium vinse il titolo di gioco arcade (inteso come genere) dell'anno e arrivò secondo come gioco dell'anno in assoluto, mentre l'autore Andrew Braybrook fu nominato programmatore dell'anno.